# آمادئو گاسپارینی
آمادئو گاسپارینی (انگلیسی: Amadeo Gasparini؛ زادهٔ ۲۴ ژانویهٔ ۱۹۶۲) بازیکن فوتبال اهل آرژانتین است.
از باشگاه‌هایی که در آن بازی کرده‌است می‌توان به باشگاه فوتبال روساریو سنترال و باشگاه فوتبال مالاگا اشاره کرد.